# The Pleasures of Electricity
The Pleasures of Electricity è un album di John Foxx e Louis Gordon, pubblicato nel settembre del 2001.

## Tracce

### CD originale - 2001
1. A Funny Thing – 4:17
2. Nightlife- 5:52
3. Camera - 7:46
4. Invisible Women - 5:55
5. Cities of Light 5 - 5:24
6. Uptown/Downtown - 6:30
7. When It Rains - 4:21
8. Automobile - 5:54
9. The Falling Room - 4:49
10. Travel - 6:55
11. Quiet City - 5:06